# Dypsis eriostachys
Espèce
Statut de conservation UICN

 EN B1ab(ii,iii)+2ab(ii,iii); D : En danger
Dypsis eriostachys est une espèce de palmiers (Arecaceae), endémique de Madagascar. En 2012, comme en 1995, elle est considérée par l'IUCN comme une espèce en danger d’extinction.

## Répartition et habitat
Cette espèce est endémique au sud-est de Madagascar où on la trouve entre 80 et 400 m d'altitude. Elle pousse dans la forêt de basse altitude.